# Reuben Sallmander

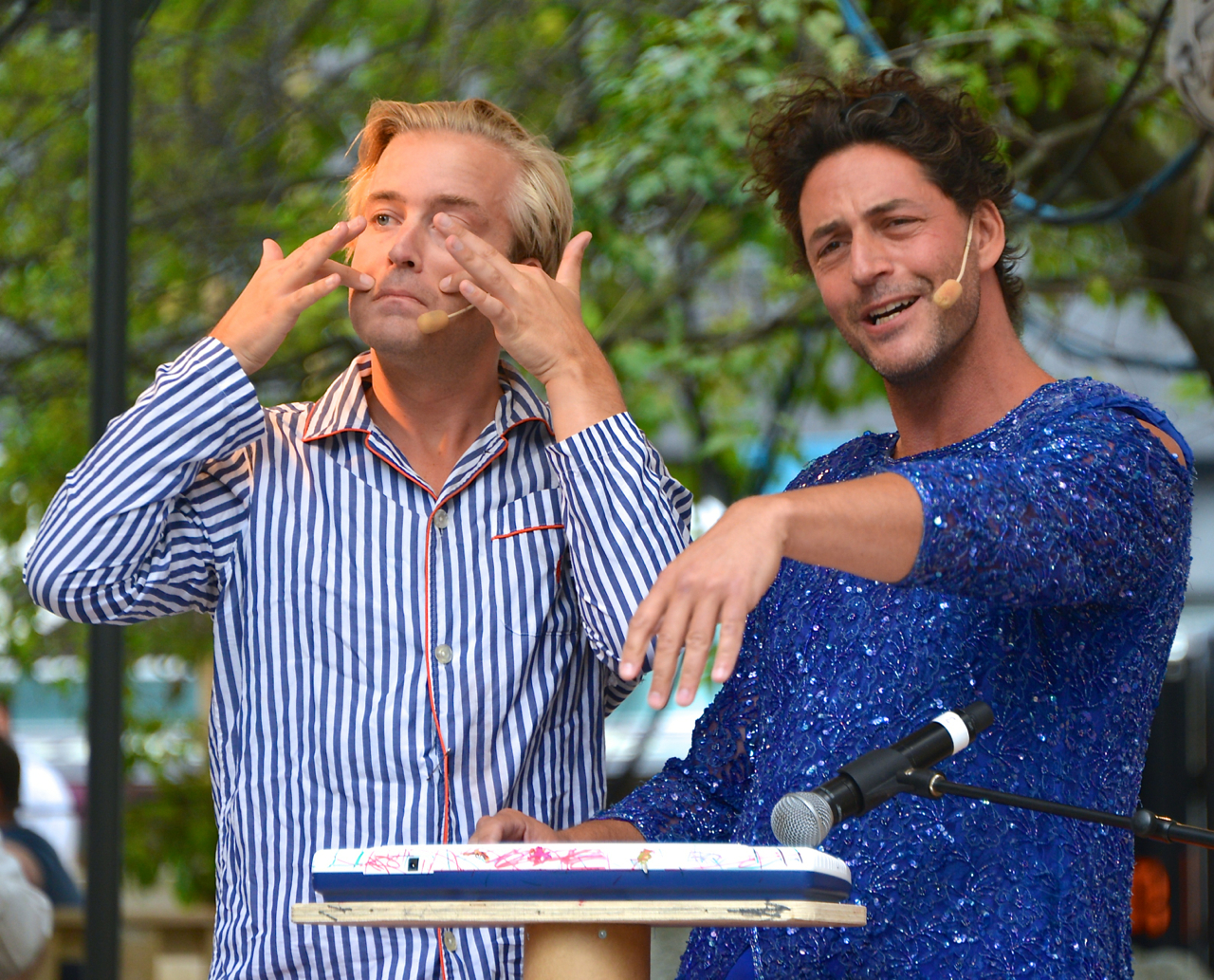
Andreas T Olsson och Reuben Sallmander spelar upp en scen ur kabaréen IN MEDIAS RES på Brunkebergstorg under Stockholms Kulturfestival den 13 augusti 2014.

Reuben Robert Joakim Sallmander, född 11 februari 1966 i Stockholm, är en svensk skådespelare och sångare.

## Biografi
Sallmander utexaminerades från Teaterhögskolan i Stockholm 1990  och har sedan dess medverkat i en lång rad teaterföreställningar, filmer och TV-produktioner. Han medverkade i Maratondansen på Stockholms Parkteater, spelade på Dramaten i pjäserna Bergsprängaren och hans dotter Eivor och Drömkvinnan. Han regisserade Grodan och kärleken.
Han har haft framgångar i musikaler och farser bl.a. den manliga huvudrollen i En kul grej hände på vägen till Forum på Östgötateatern i Norrköping-Linköping, han spelade Christian de Neuvillette i Cyrano på Oscarsteatern och medverkade även i musikalen Into the woods på Södra Teatern.
Sallmander belönades med privatteatrarnas eget pris Guldmasken för bästa manliga biroll i farsen Spanska flugan på Intiman 1997, året därpå spelade han med i Charleys Tant på samma scen. Han spelade charmig jazzmusiker i Eva Rydbergs lustspel Hon jazzade en sommar på Fredriksdalsteatern i Helsingborg 2002.
Sallmander gestaltade rollen som Sam i den svenska uppsättningen av Mamma Mia! på Cirkus i Stockholm 2005-2007, samt på Scandinavium försommaren 2007. I den svenska thrillerserien Irene Huss (2007-2008) med Angela Kovács i huvudrollen, spelade han maken Krister Huss i filmerna Irene Huss – Tatuerad Torso, Den krossade tanghästen, Nattrond, Glasdjävulen, Eldsdansen och Guldkalven.
I TV har Sallmander medverkat i bland annat Längtans blåa blomma, Trettondagsafton, Cluedo och Gäster med gester.
Sedan 2012 är Sallmander på Dramaten. Exempelvis medverkade han i John Ajvide Lindqvists pjäs Fem kända musiker döda i seriekrock och ersatte Jonas Karlsson som Gustaf Adolf i Fanny och Alexander. Våren 2014 skrev och spelade Sallmander och Andreas T Olsson kabarén In medias res på Paulikaféet.
Reuben Sallmander startade 2021 tillsammans med Tania Naranjo bandet True Music Project. De släppte deras första album med egna kompositioner och texter i januari 2023 med samma namn, True Music Project.

### Privatliv
Reuben Sallmander är gift och har fem barn.

## Filmografi (urval)
| År   | Titel                                          | Roll                    | Notering       |
| ---- | ---------------------------------------------- | ----------------------- | -------------- |
| 1990 | Skyddsängeln                                   |                         |                |
| 1991 | Den ofrivillige golfaren                       |                         |                |
| 1992 | Ha ett underbart liv                           |                         |                |
| 1992 | Den demokratiske terroristen                   |                         |                |
| 1993 | Härifrån till Kim                              |                         |                |
| 1994 | Bara du & jag                                  |                         |                |
| 1994 | Pillertrillaren                                |                         |                |
| 1996 | Rusar i hans famn                              |                         |                |
| 1996 | Tre Kronor                                     |                         | TV-serie       |
| 1996 | Cluedo – en mordgåta                           | Docent John Plommongren | TV-program     |
| 1997 | 9 millimeter                                   | Ruiz                    |                |
| 1997 | Pelle Svanslös Julkalender                     | Frösö-Frasse            |                |
| 1997 | Skärgårdsdoktorn, avsnitt Nya och gamla själar | Petter Kaleshoek        | TV-serie       |
| 1998 | Längtans blåa blomma                           | Claes Ekencrona         | TV-serie       |
| 1998 | Pocahontas 2                                   | John Rolfe              | Röst           |
| 1999 | Tarzan                                         | Tarzan                  | Röst           |
| 1999 | Trettondagsafton                               |                         |                |
| 2001 | En ängels tålamod                              | Bruno Barabbas          | TV-serie       |
| 2001 | Justice League                                 | Batman/Bruce Wayne      | Röst, TV-serie |
| 2006 | När mörkret faller                             |                         |                |
| 2007 | Irene Huss – Tatuerad torso                    | Krister Huss            |                |
| 2007 | Irene Huss – Den krossade tanghästen           | Krister Huss            |                |
| 2008 | Irene Huss – Nattrond                          | Krister Huss            |                |
| 2008 | Irene Huss – Glasdjävulen                      | Krister Huss            |                |
| 2008 | Irene Huss – Eldsdansen                        | Krister Huss            |                |
| 2008 | Irene Huss – Guldkalven                        | Krister Huss            |                |
| 2008 | Höök                                           |                         | TV-serie       |
| 2008 | Oskyldigt dömd                                 |                         | TV-serie       |
| 2009 | Män som hatar kvinnor                          | Enrico Giannini         |                |
| 2009 | Johan Falk – Gruppen för särskilda insatser    | Tommy Ridders           |                |
| 2009 | Wallander – Skytten                            | Björn Holmström         |                |
| 2010 | Maria Wern - Alla de stillsamma döda           | Patrik Hedlund          | TV-serie       |
| 2011 | Bibliotekstjuven                               |                         | TV-serie       |
| 2011 | Irene Huss – Den som vakar i mörkret           | Krister Huss            |                |
| 2011 | Irene Huss – Det lömska nätet                  | Krister Huss            |                |
| 2011 | Irene Huss – En man med litet ansikte          | Krister Huss            |                |
| 2011 | Irene Huss – Tystnadens cirkel                 | Krister Huss            |                |
| 2011 | Irene Huss – I skydd av skuggorna              | Krister Huss            |                |
| 2011 | Irene Huss – Jagat vittne                      | Krister Huss            |                |
| 2012 | Hamilton – Men inte om det gäller din dotter   |                         |                |
| 2013 | Tragedi på en lantkyrkogård                    |                         |                |
| 2015 | Bron                                           | Claes Sandberg          | TV-serie       |
| 2016 | Finaste Familjen                               |                         | TV-serie       |
| 2019 | Störst av allt                                 | Claes Fagerman          | TV-serie       |

## Teater

### Roller (ej komplett)
| År   | Roll                                                                  | Produktion | Regi                               | Teater                      |
| ---- | --------------------------------------------------------------------- | --- | ---------------------------------- | --------------------------- |
| 1987 | Fader Lawrence                                                        | Romeo och Julia William Shakespeare |                                    | Riksteatern                 |
| 1988 |                                                                       | Dig som jag anropar med fasa Barbro Smeds och Birgitta Egerbladh                                                                                                |                                    | Moderna dansteatern         |
| 1989 | Hans                                                                  | Bergsprängaren och hans dotter Eivor Lars Forssell | Jurek Sawka                        | Dramaten                    |
| 1990 |                                                                       | Coyote Ugly Lynn Seifert | Annika Silkeberg                   | Teaterhögskolan i Stockholm |
| 1991 |                                                                       | Det muterade paradiset - Bildbeskrivning Heiner Müller | Margaretha Åsberg                  | Moderna dansteatern         |
| 1991 |                                                                       | Kvällsmjölkning Barbro Smeds och Birgitta Egerbladh |                                    | Moderna dansteatern         |
| 1992 | Andy                                                                  | Drömkvinnan Alan Ayckbourn | Gunnel Lindblom                    | Dramaten                    |
| 1993 | Jason                                                                 | Medeamaterial Euripides och Heiner Müller | Margaretha Åsberg                  | Moderna dansteatern         |
| 1994 | Edmund                                                                | Kung Lear William Shakespeare | Magnus Bergquist                   | Riksteatern                 |
| 1994 | Père Ubu                                                              | Absolut Ubu (Kung Ubu och Den fjättrade Ubu) Alfred Jarry | Annika Silkeberg                   | Kommando X                  |
| 1995 | Christian                                                             | Cyrano Sebastian, Pierre Westerdahl och Fleming Enevold | Åsa Melldahl                       | Oscarsteatern               |
| 1996 | Robert Silverton                                                      | Maratondansen Ray Herman | Johan Huldt                        | Stockholms Parkteater       |
| 1997 | Putte Palmblad                                                        | Spanska flugan Franz Arnold och Ernst Bach | Thomas Ryberger                    | Intiman                     |
| 1999 | Vargen/Prinsen                                                        | Into the Woods Stephen Sondheim och James Lapine | Erik Fägerborn                     | Södra Teatern               |
| 1999 | Jack Chesney                                                          | Charleys tant Brandon Thomas | Thomas Ryberger                    | Intiman                     |
| 2000 | Medverkande                                                           | Strålande tider! Härliga tider!, revy Povel Ramel, Hans Alfredson, Tage Danielsson, Kar de Mumma, Karl Gerhard, Carl Z, Beppe Wolgers, Gösta Bernhard med flera | Lars Amble                         | Maximteatern                |
| 2001 | Hysterium                                                             | En kul grej hände på väg till Forum Stephen Sondheim, Burt Shevelove och Larry Gelbart                                                                          | Staffan Aspegren                   | Östgötateatern              |
| 2002 | Walter Person                                                         | Hon jazzade en sommar Adde Malmberg, Franz Arnold och Ernst Bach                                                                                                | Hans Bergström                     | Fredriksdalsteatern         |
| 2003 | Jacob                                                                 | Den perfekte mannen Inger Edelfeldt | Kia Berglund                       | Teater Giljotin             |
| 2003 | Robert                                                                | Betrayal Harold Pinter | Mick Gordon                        | Strindbergs Intima Teater   |
| 2003 | Eugen Radomskij                                                       | Idioten David Fishelson | Alexander Mørk-Eidem               | Stockholms stadsteater      |
| 2004 | Kurt                                                                  | Dödsdansen August Strindberg | Rickard Günther                    | Stockholms stadsteater      |
| 2005 | Sam                                                                   | Mamma Mia! Björn Ulvaeus, Benny Andersson och Catherine Johnson                                                                                                 | Paul Garrington                    | Cirkus, Stockholm           |
| 2007 | Mannen                                                                | Älskade Kia Berglund | Kia Berglund                       | Teater Giljotin             |
| 2008 | Skådespelaren                                                         | Historien om en soldat Igor Stravinskij och Charles-Ferdinand Ramuz                                                                                             | Reuben Sallmander                  | Berwaldhallen               |
| 2009 | Recitatören                                                           | The ground beneath her feet Salman Rushdie | Mike Figgis                        | Berwaldhallen               |
| 2009 | Carl Johan Cedergren                                                  | Panik på klinik Johan Schildt, Adde Malmberg och Robert Sjöblom                                                                                                 | Adde Malmberg                      | Intiman                     |
| 2010 | Konferencieren                                                        | Cabaret John Kander, Fred Ebb och Joe Masteroff | Ricky Andreis                      | Säffleoperan                |
| 2011 | Helig man                                                             | Bli en dåre Kia Berglund | Kia Berglund                       | Teater Giljotin             |
| 2012 | Roland Cederquist                                                     | Fem kända musiker döda i seriekrock John Ajvide Lindqvist | Bogdan Szyber och Carina Reich     | Dramaten                    |
| 2012 | Männen                                                                | H12/Ensamma hjärtan Peter Quilter | Jan de Laval                       | Riksteatern                 |
| 2012 | Gustaf Adolf Ekdal                                                    | Fanny och Alexander Ingmar Bergman | Stefan Larsson                     | Dramaten                    |
| 2013 | Trip Wyeth                                                            | Other Desert Cities Jon Robin Baitz | Stefan Larsson                     | Dramaten                    |
| 2014 | Brakenbury Kung Edvard IV Biskopen Catesby Kardinalen                 | Rickard III William Shakespeare | Stefan Larsson                     | Dramaten                    |
| 2014 | Medverkande                                                           | In medias res Reuben Sallmander och Andreas T Olsson | Reuben Sallmander Andreas T Olsson | Dramaten                    |
| 2015 | Läkaren Elektrikern Arbetsförmedlingsmannen Ovaskainen Svetsare Getto | Mannen utan minne Aki Kaurismäki | Nadja Weiss                        | Dramaten                    |
| 2015 | Edvard                                                                | Beckomberga Sara Stridsberg | Annika Silkeberg                   | Dramaten                    |
| 2016 |                                                                       | Huset vid nattens ände Sebastian Hartmann | Sebastian Hartmann                 | Dramaten                    |
| 2016 | Gustaf Adolf Ekdal                                                    | Fanny och Alexander Ingmar Bergman | Stefan Larsson                     | Dramaten                    |
| 2017 | Loves far Halvbarnet                                                  | Molnens bröder Barbro Lindgren | Lars Rudolfsson                    | Dramaten                    |
| 2017 | Brakenbury Kung Edvard IV Biskopen Catesby Kardinalen                 | Rickard III William Shakespeare | Stefan Larsson                     | Dramaten                    |
| 2017 | Malte Minör                                                           | Spanska flugan Franz Arnold och Ernst Bach | Anders Aldgård                     | Gunnebo slottsteater        |
| 2017 | Jonathan Lundgren                                                     | Swede Hollow Ola Larsmo | Alexander Mørk-Eidem               | Dramaten                    |
| 2018 |                                                                       | Det är det Inger Christensen | Anne Thulin                        | Dramaten                    |
| 2018 |                                                                       | SAFE Falk Richter | Falk Richter                       | Dramaten                    |
| 2019 | Chrysale                                                              | Lärda kvinnor Molière | Hilda Hellwig                      | Göteborgs stadsteater       |
| 2024 | Tevje                                                                 | Spelman på taket Jerry Bock och Sheldon Hamick | Ronny Danielsson                   | Västerbottensteatern        |
| 2025 | Nick Laine                                                            | Flickan från landet i norr | Martin Rosengardten                | Malmö Stadsteater           |

### Regi (ej komplett)
| År   | Produktion             | Upphovsmän                                   | Teater        |
| ---- | ---------------------- | -------------------------------------------- | ------------- |
| 1994 | Grodan och kärleken    | Max Velthuijs                                | Teater Pero   |
| 1995 | Historien om en soldat | Igor Stravinskij och Charles-Ferdinand Ramuz | Berwaldhallen |